# Cupressus gigantea
El ciprés del Tibet o Cupressus gigantea es una especie de conífera de la familia Cupressaceae, que se encuentra en Asia. Es endémica del Tíbet - China.

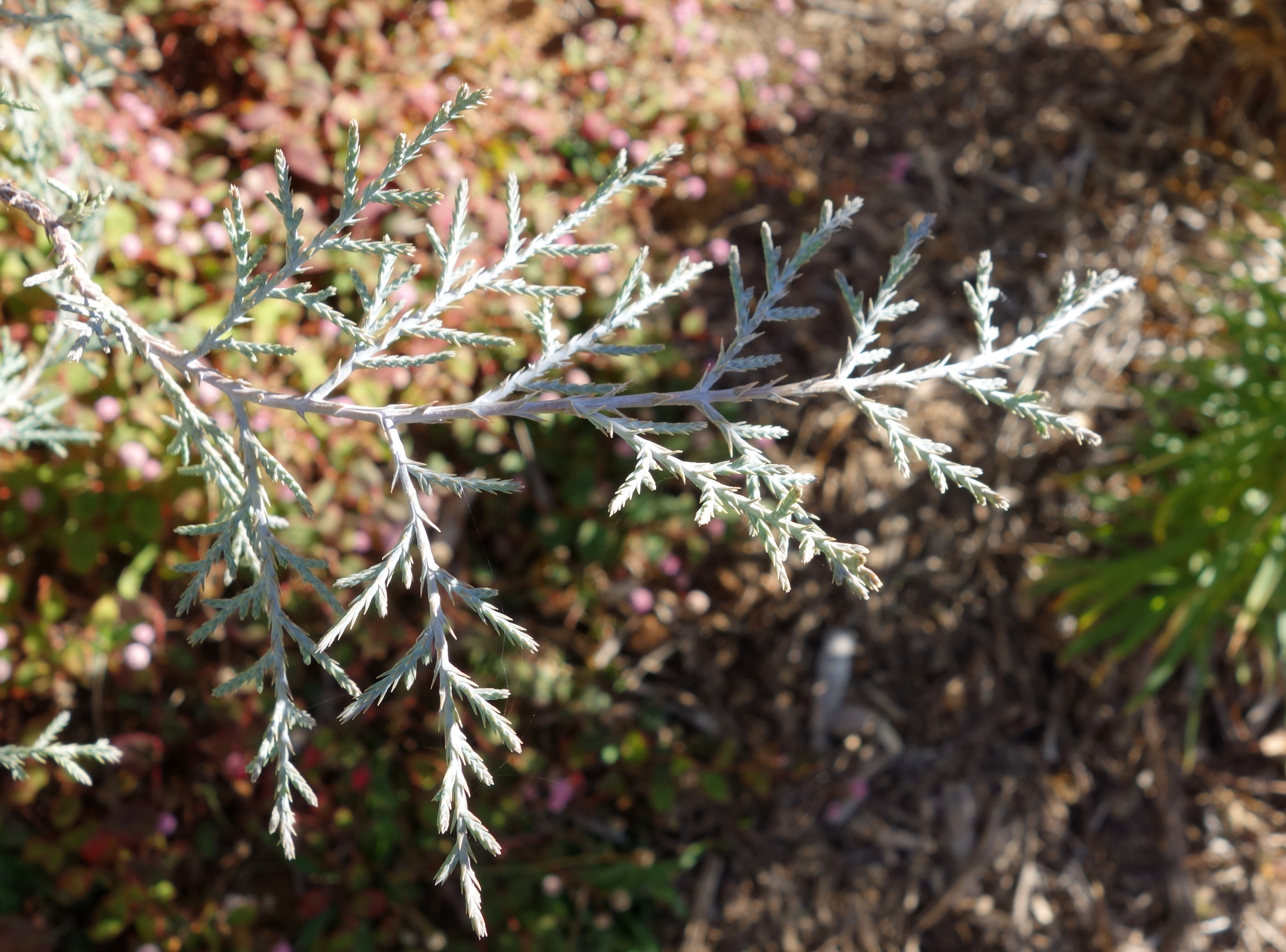
Follaje

## Descripción
Es un árbol de hasta 45 m de altura, tronco de 3 (-6) m de diámetro; ramillas densamente dispuestas, a menudo no glaucas y robustas, por lo general de 4 ángulos, rara vez cilíndricas, las últimas caídas, 1.5-2 mm de diam. Hojas estrechas, en 4 filas, glaucas, escamosas, en camellones o arqueadas (menguante) y con una glándula redondeada abaxial central. Conos de semillas usualmente glaucos, oblongo-globoso, 1.5-2 × 1.3-1.6 cm; escamas de las piñas con alrededor de 12, con numerosas semillas; brácteas con un prominente mucrón grande, libre en el ápice. Tiene un número de cromosomas de 2 n = 22.

## Distribución y hábitat
Se encuentra en las pistas de montaña, a lo largo de los ríos, a una altitud de 3000-3400 metros en Xizang.

## Ciprés Rey
El mayor ejemplar conocido es el famoso Ciprés Rey, de unos 50 metros de altura, 5,8 metros de diámetro, 670 m² en el área de proyección la corona, y con una edad calculada de 2.600 años.

## Taxonomía
Cupressus gigantea fue descrita por W.C.Cheng & L.K.Fu y publicado en Acta Phytotaxonomica Sinica 13(4): 85–86, pl. 16, f. 1. 1975.
Etimología
Cupressus es el nombre latino del ciprés que de acuerdo con algunos autores proviene de "Cyprus" (Chipre), de donde es nativo y crece silvestre. 
gigantea: epíteto latín que significa "enorme, gigante".
Sinonimia
- Cupressus torulosa var. gigantea (W.C.Cheng & L.K.Fu) Farjon[4][5]